# Walter Grünberg (Archäologe)
Walter Grünberg (* 2. Oktober 1906 in Hammerbrücke; † 25. Juli 1943 bei Belgorod, UdSSR) war ein deutscher Prähistoriker.

## Leben und Wirken
Er stammte aus dem sächsischen Vogtland und war der Sohn des dortigen evangelisch-lutherischen Pfarrers Alwin Theodor Reinhold Grünberg. Nach dem Schulabschluss studierte er an der Universität Marburg, wo er 1938 bei Gero von Merhart promoviert wurde. Das Thema seiner Dissertation lautete Die Grabfunde der Jüngeren und Jüngsten Bronzezeit im Gau Sachsen und erschien 1943 in Druck.
Im Oktober 1937 wurde er Wissenschaftlicher Hilfsarbeiter bei Georg Bierbaum an der prähistorischen Abteilung des Museums für Mineralogie, Geologie und Vorgeschichte in Dresden. Ende Mai 1940 wurde er zur Wehrmacht eingezogen, bald aber wieder beurlaubt und arbeitete bis Ende November 1941 wieder in Dresden. Zum 1. Dezember 1941 wurde Grünberg Leiter der Außenstelle Litzmannstadt des Landesamtes für Vorgeschichte des Warthegaus und Kustos am Städtischen Museums für Vorgeschichte und Kunst in Litzmannstadt. Als solcher setzte er den vom Prähistoriker Walter Frenzel begonnenen Verkauf der Ethnographischen Sammlung des Museums in Litzmannstadt nach dessen Suizid fort und war somit am Kunstraub der Nationalsozialisten in Polen beteiligt. Die Sammlung wurde in das Museum für Völkerkunde zu Leipzig gebracht, Teile der Sammlung wurden von dort nach Köln, Hamburg und Göttingen verkauft.
Anfang 1943 wurde Grünberg wieder zum Militärdienst eingezogen und diente als Gefreiter in der Dritten Kompanie des Grenadierregiments 442. In einem Waldstück östlich von Schopino fiel er während der Kampfhandlungen im Sommer 1943.

## Schriften (Auswahl)
- Die Grabfunde der jüngeren und jüngsten Bronzezeit im Gau Sachsen (= Vorgeschichtliche Forschungen 13). De Gruyter, Berlin 1943.